# Бельгард, Жан-Рикнер
Жан-Рикнер Бельгард (фр. Jean-Ricner Bellegarde; родился 27 июня 1998) — французский футболист, полузащитник английского клуба «Вулверхэмптон Уондерерс».

## Клубная карьера
Выступал за молодёжные команды клубов «Вильтанёз», «Ле-Ман» и «Ланс».
29 июля 2016 года дебютировал в основном составе «Ланса» в матче французской Лиги 2 против «Ньора».
2 июля 2019 года перешёл в «Страсбур», подписав с клубом четырёхлетний контракт.
11 августа 2018 года дебютировал во французской Лиге 1, выйдя на замену Юссуфу Фофана в матче против «Меца».
18 августа впервые вышел в стартовом составе «Страсбура» в матче чемпионата против «Реймса».

## Карьера в сборной
Бельгард родился во Франции в семье выходцев из Гаити, поэтому может выступать за сборную Франции или Гаити. С 2017 по 2018 год выступал за сборные Франции до 19 и до 20 лет.
В мае 2019 года был включён главным тренером сборной Гаити в расширенный список из 40 человек для участия в Золотом кубка КОНКАКАФ, однако в окончательную заявку сборной не попал.